# Knorr-chinolinesynthese
De knorr-chinolinesynthese is een organische reactie, waarbij een β-ketoanilide met behulp van zwavelzuur wordt omgezet in een 2-hydroxychinoline. De reactie met vernoemd naar de Duitse scheikundige Ludwig Knorr, die ze in 1886 beschreef:

## Reactiemechanisme
De reactie verloopt middels een elektrofiele aromatische substitutie en een eliminatie van water. Een onderzoek uit 1964 stelde dat naargelang de reactieomstandigheden er nevenreacties kunnen optreden. Een voorbeeld is het uitgangsproduct benzoylaceetanilide (1), waarbij na protonering met een overmaat polyfosforzuur het 2-hydroxychinoline (2) ontstaat. Wanneer de hoeveelheid polyfosforzuur beperkt is, ontstaat het 4-hydroxychinoline (3).
De vorming van het 2-hydroxychinoline verloopt via een dikationisch intermediair (A), dat in staat is om een intramoleculaire cyclisatie te ondergaan, gevolgd door afsplitsing van water. Met een ondermaat aan zuur ontstaat een monokationisch intermediair (B), dat fragmenteert tot aniline en acetofenon. Het aniline kan reageren met een tweede equivalent benzoylaceetanilide, waarna een cyclisatie leidt tot vorming van het 4-hydroxychinoline.